# Opopaea lingua
Opopaea lingua là một loài nhện trong họ Oonopidae.
Loài này thuộc chi Opopaea. Opopaea lingua được Michael Saaristo miêu tả năm 2007.